# Isabella Preston
Isabella Preston (4 de septiembre de 1881 - 31 de enero de 1965) fue una horticultora y funcionaria pública ampliamente reconocida por sus logros en la hibridación de plantas y su extenso trabajo en el mejoramiento genético de plantas ornamentales. Es la primera criadora profesional de plantas de Canadá.  Durante sus 26 años de carrera, produjo casi 200 nuevos híbridos resistentes de plantas de lirio, lila, manzano silvestre, iris y rosa para el clima frío de Canadá. Si bien las mujeres fitomejoradoras eran bastante raras en su época, ella desafió silenciosamente los prejuicios de género y sentó las bases para nuevas generaciones de programas de mejoramiento en la Granja Experimental Central en Ottawa, Ontario, Canadá y otros lugares.

## Primeros años y educación
Isabella Preston nació el 4 de septiembre de 1881 en Lancaster, Inglaterra, donde su padre trabajaba como platero. Cuando era niña, asistió a un internado en Liverpool y luego estudió en la Universidad de Londres. Desde pequeña trabajó en el jardín y ayudó a su padre en la granja familiar. Su única educación formal en horticultura la obtuvo a través de un curso en Swanley Horticulture College en Kent que completó antes de emigrar a Canadá en 1912. Tenía 31 años cuando ella y su hermana Margaret emigraron a Canadá tras la muerte de su madre.  Margaret había aceptado un puesto como profesora de música en Guelph, Ontario, y animó a Preston a unirse a ella. Preston encontró su primer trabajo en Guelph recogiendo ciruelas, melocotones y frambuesas en una granja frutícola.  Se matriculó en el Ontario Agriculture College el mismo año para estudiar fitomejoramiento y era una de las pocas mujeres que se dedicaba a esta materia en ese momento.  Durante su primer año, Preston pasó del estudio en clase al trabajo práctico bajo la supervisión de James W. Crow, entonces jefe del Departamento de Horticultura.  En 1913, Crow la contrató a tiempo completo para trabajar en los invernaderos. 

## Carrera
A lo largo de la Primera Guerra Mundial, los fitogenetistas intensificaron su atención a las plantas frutales y hortalizas. Las campañas gubernamentales instaron a aumentar la producción para alimentar al personal militar. Preston trabajó en el cultivo de frutas que maduraran rápidamente y fueran más resistentes a los insectos y las enfermedades.  Desde su inscripción en la OAC hasta 1920, Preston contribuyó al cultivo exitoso de diversas verduras, frutas y plantas ornamentales, incluidos los lirios de jardín. Obtuvo reconocimiento internacional al presentar el aclamado lirio "George C. Creelman" y se convirtió en la primera mujer hibridista profesional en Canadá en 1916.  Esto se logró en 1919, cuando cruzó dos lirios, L. regale y L. sargentiae, para producir Creelman Lily (Lilium × princeps 'George C. Creelman'), un lirio blanco de seis pies de altura.  El lirio "George C. Creelman" fue el primer lirio híbrido que se adaptó bien al clima canadiense.  Preston escribió numerosos artículos sobre diversos temas hortícolas y en 1929 publicó Garden Lilies, el primer libro sobre el cultivo de lirios en Canadá.  Durante la Segunda Guerra Mundial, Preston actuó como asesor de la Real Fuerza Aérea Canadiense en plantas para camuflar hangares de aviones.  Murió el 31 de diciembre de 1965 en Georgetown, Ontario.  Tras su muerte, 139 de sus libros de jardinería y plantas, junto con sus archivos personales, fueron donados a la Biblioteca del Real Jardín Botánico en Hamilton, Ontario . 
En 1920 (a los 40 años) se mudó a Ottawa, Ontario, Canadá y trabajó como jornalera para el gobierno federal en la Granja Experimental Central (CEF). Su trabajo llamó la atención de WT Macoun, horticultor de Dominion, y pronto le ofrecieron el puesto de especialista en horticultura ornamental. Fue la primera persona que se centró únicamente en el cultivo de plantas ornamentales .  Preston compartió con entusiasmo sus conocimientos con jardineros aficionados y profesionales y realizó recorridos regulares por los jardines ornamentales de la Granja Experimental Central. En 1922, asesoró al primer ministro William Lyon Mackenzie King sobre el diseño del paisaje en su finca Kingsmere en Gatineau Park . 
A lo largo de su carrera, Preston produjo aproximadamente 200 híbridos de plantas trabajando con lirios, lilas, manzanos silvestres, peonías y rosas.  Desarrolló muchas de las 125 cepas diferentes de la colección de lilas de Central Experimental Farm . Sus híbridos de lila y manzana silvestre todavía se ven floreciendo en la Granja Experimental Central cada primavera junto con dos de sus rosas. Los híbridos de Preston eran resistentes a las enfermedades y se adaptaban bien a las regiones geográficas de Canadá, ya que uno de los mandatos del CEF era producir plantas lo suficientemente resistentes como para sobrevivir a los inviernos de las praderas del norte. Preston se retiró de la Granja Experimental Central en 1946 pero continuó actuando como asesora.  En 2018, casi 100 años después de que se introdujera por primera vez el lirio Creelman, fue redescubierto en el Real Jardín Botánico de Hamilton, Ontario, a partir de bulbos donados. 

## Logros hortícolas
- Las lilas Preston: 52 variedades resistentes y de floración tardía,  muchas de ellas con nombres de personajes de Shakespeare. [8] La mayoría de ellos se pueden ver hoy en la colección lila del CEF. (Las variedades de lilas que se veían comúnmente en Europa florecían demasiado pronto en el clima canadiense y los capullos o flores frecuentemente eran cortados por las heladas tardías de primavera). Ochenta de los cultivares de floración tardía de Miss Preston están registrados en el Registro Internacional de Lilas, aunque solo alrededor la mitad de ellos se distribuyeron a otras instituciones o guarderías. [9] Los cultivares 'Audrey', 'Elinor' e 'Isabella' recibieron Premios al Mérito de la Royal Horticultural Society, Londres, Inglaterra, en 1939, 1951 y 1941, respectivamente; 'Bellicent' recibió un Certificado de Primera Clase en 1946. [8]
- La serie Stenographer lilies, que lleva el nombre de los 7 taquígrafos que trabajaban en el CEF en ese momento. Estos lirios tenían flores de color rojo oscuro o naranja que miraban hacia afuera y hacia arriba, lo cual era una característica única de este tipo de planta. Cinco de los lirios de la serie Stenographer ganaron premios al mérito de sociedades de horticultura en Londres y Boston, y fueron ampliamente distribuidos comercialmente.
- Lirios de aviones de combate: llamados así por los aviones aliados de la Segunda Guerra Mundial
- Manzanos silvestres de Canadian Lake (o Rosyblooms): 15 manzanos silvestres resistentes con hojas de colores y bonitas flores que llevan el nombre de Canadian Lakes.  Algunas de estas flores rosadas, plantadas ya en 1928, todavía se pueden encontrar en el Arboreto y en los jardines ornamentales de la Granja Experimental Central de Ottawa.
- Iris siberianos: llevan el nombre de los ríos canadienses
- Rosas Preston: al menos 20 variedades resistentes, muchas de las cuales llevan el nombre de tribus nativas canadienses (Agassiz, Algonquin, Antenor, Ardelia, Caribou, Carmenetta, Chippewa, Conestoga, Cree, Erie, Huron, Iroquois, Langford, Micmac, Millicent, Mohawk)., Nascapee, Orinda, Patricia Macoun, Ojibway, Poliarchus, Regina, Rosania, Sylvander y Valeria).  Si bien sus rosas nunca ganaron premios, constituyeron un escenario excelente para el trabajo de la Dra. Felicitas Svejda [10] que trabajó en el CEF entre 1956 y 1986 y se hizo conocida como la experta en rosas de Canadá.

## Honores y premios
Preston fue aclamada como la "Reina de la horticultura ornamental" y una nueva especie híbrida de lilas, "Syringa prestoniae", recibió su nombre en su honor.  Este fue el resultado de un cruce entre especies silvestres de China y puso a Canadá en el "mapa" de las lilas.  En 2005, la Granja Experimental Central de Ottawa creó la "Colección Preston Heritage".  En febrero de 2007, Canada Post lanzó dos nuevos sellos con una variedad lila desarrollada por la Sra. Preston. Fue coorganizadora de la North American Lily Society. El Trofeo Isabella Preston fue establecido por la North American Lily Society en reconocimiento a su trabajo.  Recibió premios de muchas sociedades hortícolas canadienses e internacionales, incluidas membresías vitalicias de la Sociedad de Horticultura de Massachusetts y la Sociedad Canadiense de Iris.  Los premios notables incluyen la Medalla Veitch Memorial en oro ( Royal Horticultural Society, Londres, 1938), la Medalla Jackson Dawson ( Massachusetts Horticultural Society, 1946), la Copa Lytell (Lily Committee, Royal Horticultural Society, 1950) y el Premio EH Wilson Memorial ( Sociedad Norteamericana de Lirios, 1961). La investigación de Preston se muestra en la galería de carteles creada por la iniciativa The Women in STEM de Ingenium Canada. Esta galería de carteles es un esfuerzo de colaboración entre los tres museos Ingenium: Agricultura y Alimentación de Canadá, Aviación y Espacio de Canadá, y Ciencia y Tecnología de Canadá y sus socios para apoyar la participación, el avance y la promoción de las mujeres en STEM. 